# Ruizia cordata
Ruizia cordata is een plantensoort uit de kaasjeskruidfamilie (Malvaceae). Het is een kleine tweehuizige boom die een maximale groeihoogte van 10 meter kan bereiken. De schors heeft een zwartachtige kleur en is sterk gebarsten. De zalmroze bloemen staan in trossen in de bladoksels. Hieruit groeien kleine bolvormige vruchten.
De soort komt voor op Réunion. Het is een xerofiele plant die groeit in droge gebieden op lagere hoogten.